# آرامگاه دانیال نبی
آرامگاه دانیال نبی مربوط به دوران‌های تاریخی پس از اسلام است و در خیابان امام خمینی شهر شوش واقع شده و این اثر در تاریخ ۲۴ شهریور ۱۳۱۰ با شمارهٔ ثبت ۵۱ به‌عنوان یکی از آثار ملی ایران به ثبت رسیده‌است.

## تاریخچه
در مورد قبر منسوب به دانیال نبی روایت‌های گوناگونی نقل شده‌است. یک روایت مسیحی نسطوری چنین می‌گوید که هنگام حمله تازیان به شوش یک تابوت و مومیایی به تصرف آنان درآمد که برخی آنرا متعلق به دانیال و برخی متعلق به داریوش‌شاه میدانستند. و نهایتا مسلمانان آنرا متعلق به دانیال در نظر گرفتند.
در منابع عربی و اسلامی هم دو روایت وجود دارد. یک روایت این است که قبر دانیال ابتدا در شوشتر بوده و پس از جنگ شوشتر توسط مسلمانان به شوش منتقل شده‌است.
روایت دیگر این است که قبر از ابتدا در شوش بوده و پس از حملهٔ مسلمانان به کنار رودخانه شاوور (محل کنونی) منتقل شده‌است.
کتاب آثارالبلاد و اخبارالعباد نوشته زکریای قزوینی ترجمهٔ جهانگیر میرزا می‌نویسد: «حکایت کنند که ابوموسی اشعری چون فتح کرد شوشتر را، یافت به آنجا مرده‌ای را در حوض آبی که از مس ساخته شده بود. نزد او دراهم چند، هر که را احتیاج می‌شد برمی‌داشت از آن دراهم به قدر حاجت و چون حاجتش روا گشتی، رد آن دراهم می‌کرد و اگر نگاه داشتی مریض شدی. پس ابوموسی این قضیه را به جانب عمر ابن خطاب نوشت و وی پس از سوال از باب علم نبی مرتضی علی در جواب وی نوشت که آن میّت دانیال نبی است. برآر او را و غسل ده و کفن بپوشان و نماز کن بر او و دفن کن آن را.»
أبو محمد أحمد بن أعثم الکوفی الکندی در کتاب الفتوح می‌نویسد: «ابوموسی اشعری در فتح شوش غنایم بسیاری به دست آورد تا به صندوق دربسته‌ای رسید که مهروموم شده بود. در جست‌وجو از محتوای آن، سنگی بزرگ و طولانی مانند گوری مشاهده شد که مرده‌ای در آن گذاشته شده بود. ابوموسی از مردم در مورد وی پرسید، جواب دادند که این مرد مقیم عراق بود (برخی او را مقیم مصر دانسته‌اند) و برای بارش باران مستجاب الدعوه بود. بنا بر این وی را طلب کردیم تا به برکت وجودش، خداوند باران بر ما فرو بارد. نهایتاً با این شرط که پنجاه نفر گروگان در عوض او بفرستیم، وارد این منطقه شد و چنانچه خواستیم باران به برکت وجودش تا زنده بود می‌بارید. ابو موسی در این خصوص به خلیفه عمر نامه نوشت. عمر نیز از بزرگان صحابه به‌ویژه امام علی در این مورد کمک خواست و عاقبت دستور صادر شد که ابوموسی جسد را از مکانی که در آن هست بردارد و در جایی دفن کند که اهل شوش بر قبر او قادر نباشند. ابوموسی دستور داد آب رودخانه را تغییر مسیر دادند و جسد دانیال را در وسط رودخانه در قبری جای دادند و سپس آب را بر آن جاری ساختند.»
تاریخ‌نگاران معاصر در مجموع بر این نظر هستند که دانیال یک شخصیت جعلی است و کتاب او (کتاب دانیال) در زمان آنتیوخوس چهارم پادشاه سلوکی ساخته شده‌است.

### تجدید بنای مقبره
در سال ۱۲۸۷ قمری مقبرهٔ دانیال نبی در شهر شوش به دستور شیخ جعفر شوشتری و به دست استاد حسن معمار تجدید بنا و بازسازی شد.
استاد جواد معمار فرزند استاد حسن در سال ۱۳۳۰ هجری قمری دو گلدسته بر آن ساخت. گنبد مقبره دانیال، مشابه گنبد آرامگاه امامزاده عبدالله شوشتر به شکل مخروطی (پلکانی) ساخته‌شد.

## سایر مکان‌های منسوب به دانیال
علاوه بر مقبرهٔ دانیال در شوش، از مکان‌های دیگری نیز به عنوان محل دفن وی نام برده می‌شود.  ازجمله کنجدجان در گلپایگان، مالمیر در خوزستان، کرکوک، بابِل، مقدادیه و موصل در عراق، سمرقند در ازبکستان و مسکو در روسیه.

## معماری
این آرامگاه دارای گنبدی اورچین و دو پوسته است. این گنبد که در دورهٔ سلجوقی ساخته شده در حدود ۲۰ متر ارتفاع و حدود ۵ متر قطر دارد که در آن از تقسیم نیروها به وسیله آهیانه استفاده شده تا عمر گنبد افزایش پیدا کند.
داخل بنا، در قسمت ضریح دیوارها آینه‌کاری شده و بقیهٔ قسمت‌ها کاشی‌کاری شده‌اند. این آرامگاه دو حیاط دارد که در وسط حیاط اصلی‌اش حوض و در اطراف آن اتاق‌هایی برای استراحت زائران قرار داده شده‌است. سمت غربی آرامگاه پوشیده از کاشی‌کاری‌های ایرانی-اسلامی است و در سمت شرقی آن دو مناره به ارتفاع حدود ۱۰ متر در دو طرف قرار گرفته‌است. طبق چیزی که بر روی مناره‌ها حک شده قدمت آن‌ها به سال ۱۳۳۰ هجری قمری برمی‌گردد.
تجدید بنا و بازسازی این مقبره در سال ۱۲۸۷ قمری به دستور شیخ جعفر شوشتری و به دست استاد حسن معمار، از معماران مشهور شوشتر انجام شد.
استاد جواد معمار فرزند استاد حسن در سال ۱۳۳۰ هجری قمری دو گلدسته بر آن افزود. گنبد مقبره دانیال، مشابه گنبد آرامگاه امامزاده عبدالله شوشتر به شکل مخروطی (پلکانی) ساخته‌شد.
جالب است بدانید بنایی به نام مجموعهٔ دوگنبدان(یا آرامگاه علمای کوخرد بنا شده: ۱۱۴۹ تا ۱۱۵۱ ه‍.ق) در منطقه کوخرد شهرستان بستک(استان هرمزگان) وجود دارد که آرامگاه سه تن از بزرگان آن منطقه است و از نظر معماری گنبدها بسیار به یکدیگر شبیه اند. مجموعهٔ دو گنبدان نیز دارای دو گنبد اورچین به شکل مخروط‌های پلکانی بسیار مشابه به مقبره دانیال است. این بنا، اثر استاد محمد شریف معمار است. استاد محمد شریف معمار از خانواده معماران بستک بود.
مقبره دانیال و دوگنبدان از طرف یونسکو مورد توجه قرار گرفت و علت آن نیز خراب شدن یکی از ابنیه‌های تاریخی مذهبی در کشور عراق بود. یونسکو به دنبال مرمت آن بنا در عراق بود و  به‌دلیل شباهت بسیار زیاد آن‌ها، مختصات مهندسی و معماری آن را از شوش دانیال و دو گنبدان کوخرد بستک گرفتند.

## نگارخانه

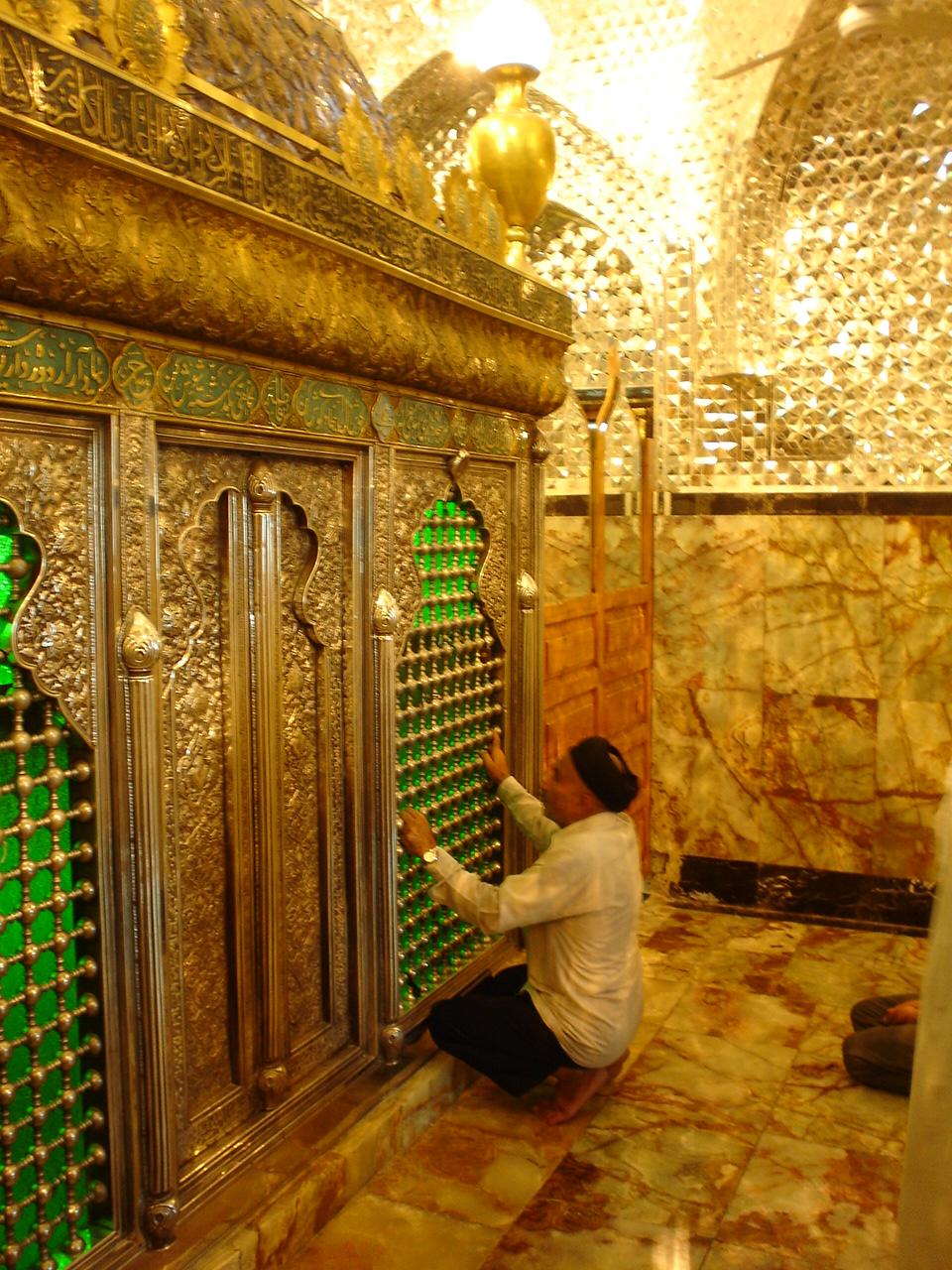
ضریح دانیال در شوش
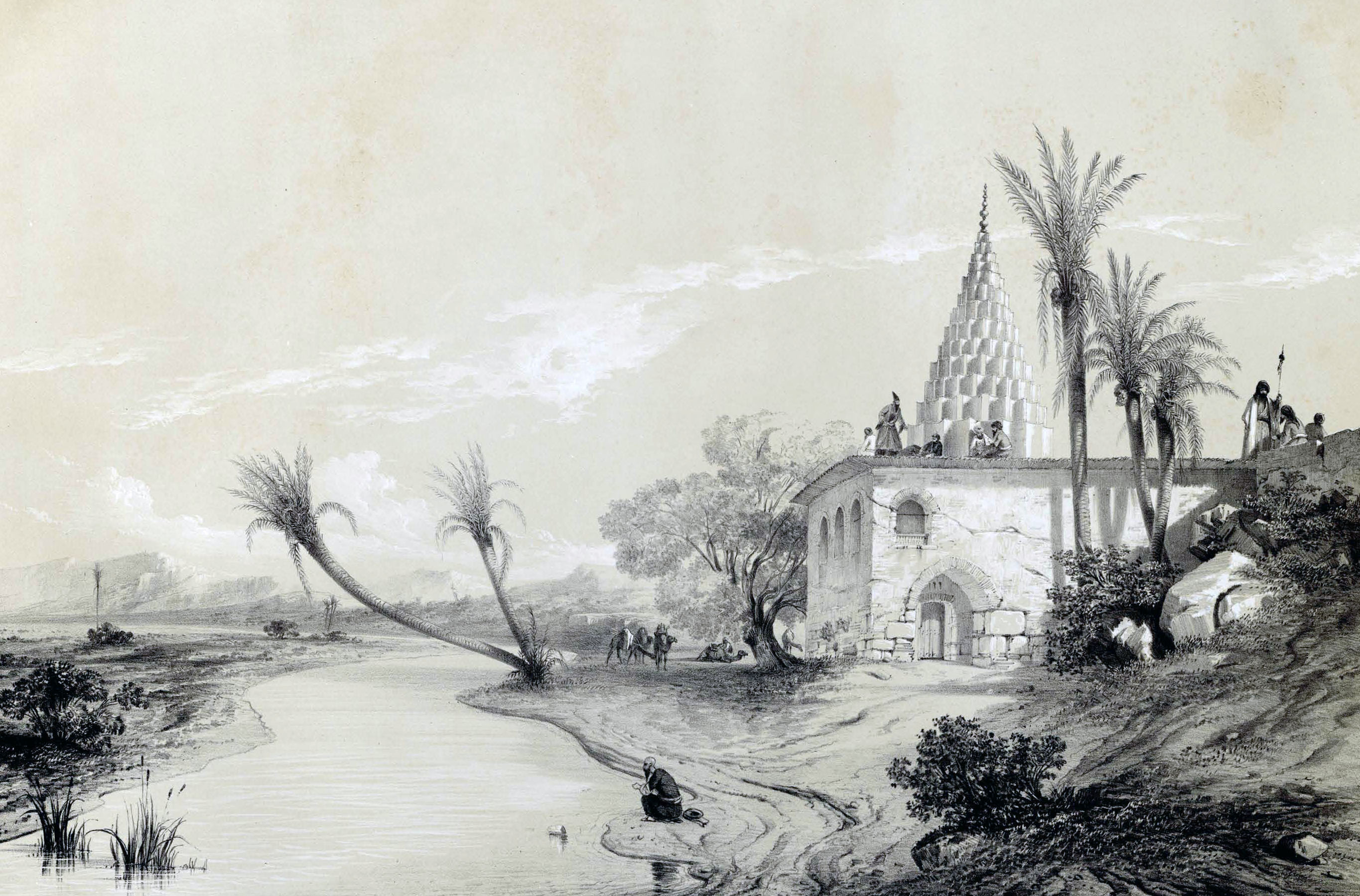
سال ۱۸۴۰ میلادی
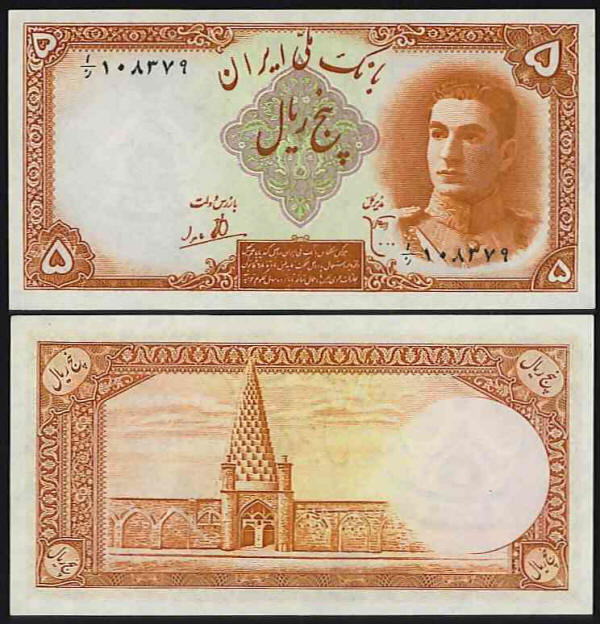
تصویر آرامگاه دانیال نبی پشت اسکناس پنج ریالی
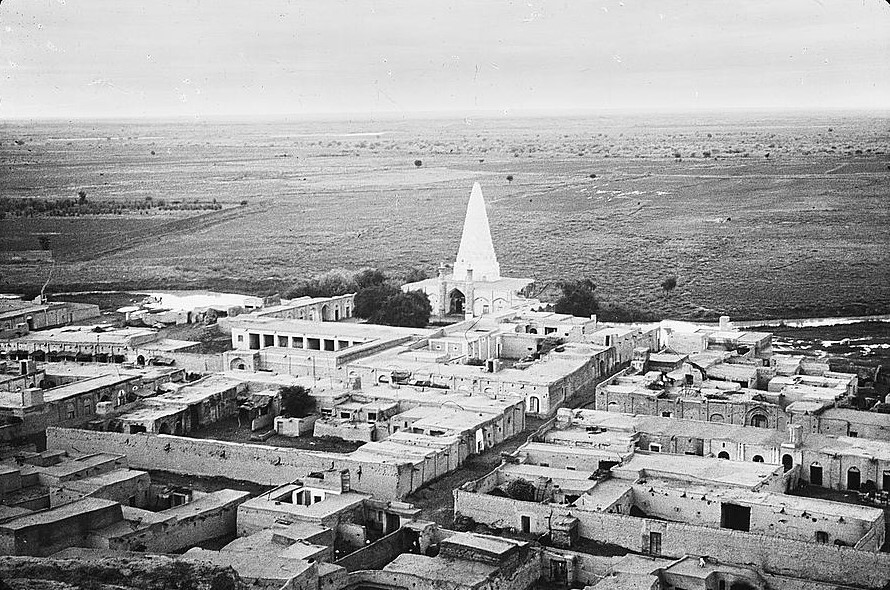
سال ۱۹۸۹